# NHK浦川原保倉テレビ中継局
NHK浦川原保倉テレビ中継局（エヌエイチケイうらがわらほくらテレビちゅうけいきょく）は、新潟県上越市（旧浦川原村）に設置されていたNHK新潟放送局のテレビ中継局。

## NHK中継局概要

### アナログテレビ放送
| チャンネル 番号 | 放送局名     | 空中線 電力       | ERP                 | 偏波面   | 放送対象地域 | 放送区域 内世帯数 | 運用開始日      |
| --------------- | ------------ | ----------------- | ------------------- | -------- | ------------ | ----------------- | --------------- |
| 45              | NHK 新潟総合 | 映像3W/ 音声750mW | 映像12.5W/ 音声3.1W | 水平偏波 | 新潟県       | 約-世帯           | 1970年 11月13日 |
| 47              | NHK 新潟総合 | 映像3W/ 音声750mW | 映像12.5W/ 音声3.1W | 水平偏波 | 全国         | 約-世帯           | 1970年 11月13日 |

- 所在地： 上越市浦川原区小谷島（北山）
- 放送区域：上越市の一部（旧浦川原村周辺）
- 2011年7月24日をもってすべて廃止された。デジタル放送は高田局や新井局、新潟本局によってカバーされている[2]。